# Castelginest
Castelginest (okzitanisch: Castèlginèst) ist eine französische Gemeinde mit 11.033 Einwohnern (Stand: 1. Januar 2022) im Département Haute-Garonne in der Region Okzitanien; sie gehört zum Arrondissement Toulouse und zum Kanton Castelginest. Die Einwohner heißen Castelginestois.

## Geographie
Castelginest ist eine nördliche banlieue von Toulouse.
Umgeben wird Castelginest von den Nachbargemeinden Gratentour im Norden, Pechbonnieu im Nordosten und Osten, Saint-Loup-Cammas im Südosten, Launaguet im Süden, Fonbeauzard im Südwesten, Saint-Alban im Westen und Bruguières im Nordwesten.

## Geschichte
Die kleine Kirche Saint-Pierre ist bereits 960 als Besitz des Klosters Saint-Sermin de Toulouse nachgewiesen.

## Bevölkerungsentwicklung
| Jahr                      | 1962 | 1968 | 1975 | 1982 | 1990 | 1999 | 2006 | 2017   | 2019   |
| Einwohner                 | 782  | 1412 | 3846 | 5349 | 6757 | 7735 | 8399 | 10.467 | 10.682 |
| Quelle: Cassini und INSEE |      |      |      |      |      |      |      |        |        |

## Sehenswürdigkeiten

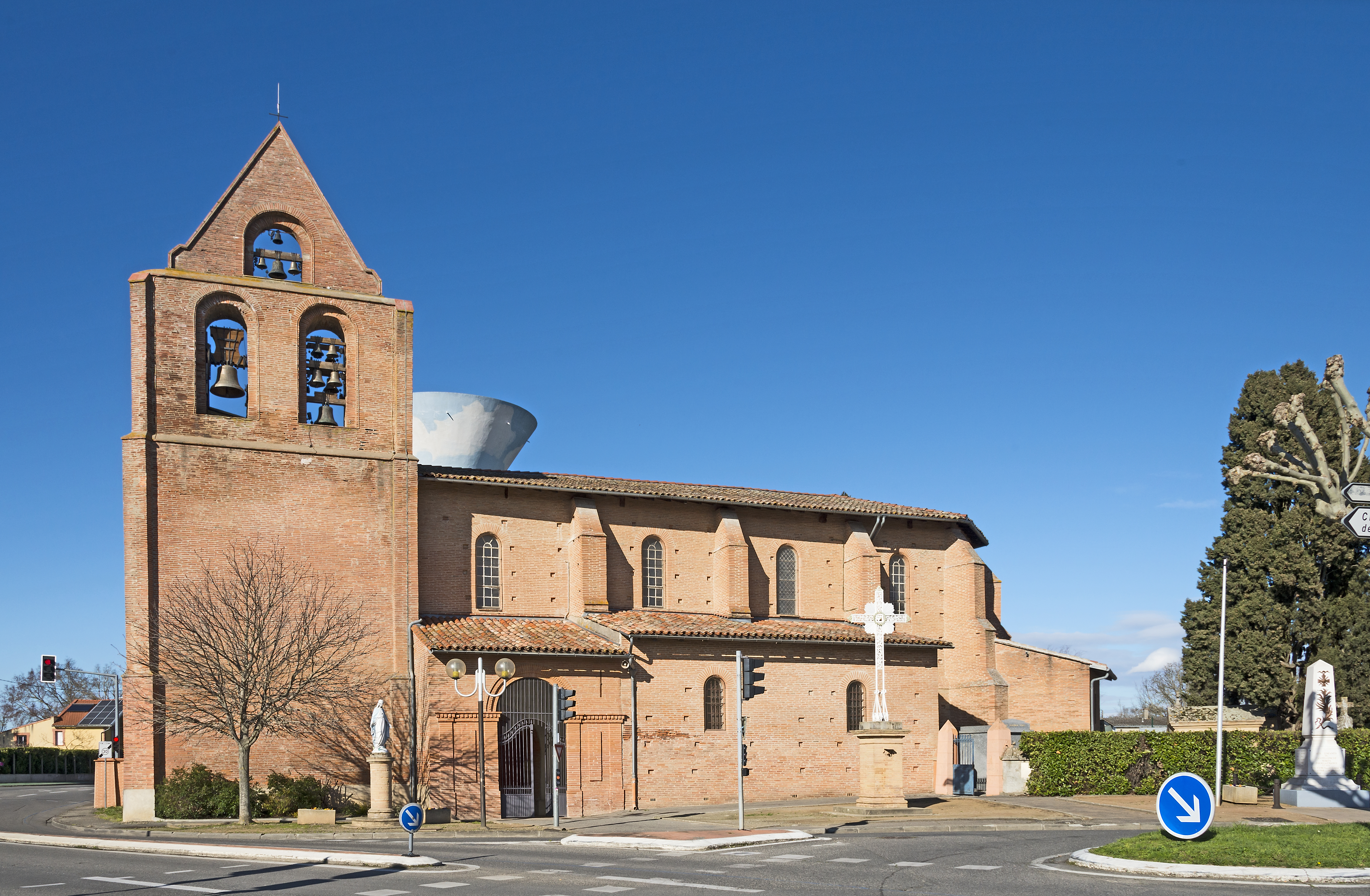
Kirche Saint-Étienne

- Kirchen Saint-Pierre und Saint-Étienne
- Rathaus
- Park Mauvezin
- Große Halle

## Gemeindepartnerschaften
Mit der italienischen Gemeinde Ponte di Piave in der Provinz Treviso verbindet Castelginest eine Gemeindepartnerschaft.